# Bassam Al-Thawadi
Bassam Mohammed Al-Thawadi (Manama, 13 de diciembre de 1960) es un director de cine y dramaturgo bareiní, conocido por producir el primer largometraje de Baréin, Al-hajiz, en 1990. Considerado como un pionero regional en la realización de películas, es miembro fundador de la Sociedad de Cine de GCC y también es el fundador y director general del primer Festival de Cine Árabe de Baréin. Dirigió numerosos cortometrajes y también comerciales, programas educativos y culturales, durante su mandato en la Corporación de Radio y Televisión de Baréin y también escribió obras de teatro.
En 1994, Al-Thawadi fue presidente del Festival de videos Al Sawari; y, miembro del comité de jueces del Festival Internacional de Televisión y Cine de Bagdad en 1988. Organizó el Festival de Días del Nuevo Cine Egipcio en Baréin en 1993 y fue el director del quinto Festival de Música Árabe en 1996.

## Biografía
Bassam Mohammed nació en Gudaibiya, Manama, la capital de Baréin, en diciembre de 1960. El padre de Bassam trabajó en la cercana Arabia Saudita en la década de 1960, y fue en esa época que Bassam desarrolló un interés en la fotografía. En 1979, estudió filmación en el Instituto Superior de Cine en la Academia de Artes en El Cairo, Egipto y se graduó en 1982. Durante su estudio, dirigió un corto dramático Al Qina'a (traducción: La Máscara) en 16 mm y su proyecto de graduación fue otro drama corto Malaekat Al Ardh (traducción: Ángeles de la Tierra ).
Se unió a la TV Baréin el 4 de mayo de 1985; y, produjo diversos programas para el canal. También produjo programas que se transmitieron en todos los países árabes miembros de la Arab States Broadcasting Union (ASBU).
En 1990, produjo y dirigió el largometraje La Barrera, ampliamente considerado como el primer largometraje producido en Baréin; la película ha sido incluida en varios festivales de cine regionales e internacionales, en general ganando buenas críticas.
En 2004, dirigió y coprodujo (el otro productor fue la Bahrain Cinema Co.) la película Za'er, considerada la segunda película producida en Baréin y el primer sistema de sonido Dolby, en el Golfo Pérsico. Entre esas dos películas, dirigió muchos documentales. En 2006 dirigió A Bahraini Tale, el tercer largometraje producido en Baréin y el primer sistema digital de sonido DTS en la región del Golfo Pérsico. La película fue aclamada por críticos locales e internacionales.
Actualmente trabaja como jefe de la sección de drama y documental en la Baréin Radio & Television Corporation, Ministerio de Información en Baréin.

## Filmografía
| Año  | Título          | director de cine | productor de cine | guionista | actor | Notas |
| ---- | --------------- | ---------------- | ----------------- | --------- | ----- | --- |
| 1990 | Al-hajiz        | Sí               | Sí                |           |       | bien recibido y proyectado en varios festivales de cine en todo el mundo |
| 2004 | Za'er           | Sí               | Sí                | Sí        | Sí    | ampliamente reconocido como el segundo largometraje de Baréin |
| 2006 | A Bahraini Tale | Sí               | Sí                |           |       | descrito como un drama épico, esta película se desarrolla durante la guerra de los Seis Días, y gira en torno a la historia personal de una familia de clase media bareiní y en torno a las esperanzas y la fe del mundo árabe en el presidente egipcio Gamal Abdel Nasser. La película fue aclamada por la crítica. |
| 2008 | Arbaa banat     |                  | Sí                |           |       | |
| 2010 | Longing         | Sí               | Sí                |           |       | |

- Haneen

## Galardones
- 10 de abril de 2012: Premio a la trayectoria en el 5º Festival de cine del Golfo, en reconocimiento a su trabajo de por vida en la realización de películas del Golfo.[3]